# Felimida
Felimida es un género de moluscos nudibranquios de la familia Chromodorididae (babosas de mar). El género fue descrito con base en material encontrado en Colima y Nayarit, México. Había sido considerado como una sinonimia, pero recientemente ha sido reerecto con base en análisis moleculares utilizando dos marcadores mitocondriales, el citocromo oxidasa subunidad 1 (COI) y el 16S rRNA (16S), por lo que actualmente se reconoce como un género válido.

## Nombre común
- Español: babosas de mar.

## Clasificación y descripción
Este género está basado en la denticulación de los dientes de la rádula. Los dientes laterales se caracterizan por ser unicúspides, con muchos dentículos en el lado exterior y con dentículos internos en los dientes 1-4. La especie tipo del género es Felimida sphoni, la cual fue descrita originariamente en Nayarit y Colima, en México.

## Distribución
Este género está formado por todas las especies del Pacífico y Atlántico americano anteriormente atribuidas a los géneros Chromodoris y Glossodoris, con la excepción de Glossodoris sedna (actualmente denominado Dorisprismatica sedna).

## Ambiente marino
Habita en arrecife de coral.

## Estado de conservación
No se encuentra bajo ninguna categoría de riesgo.

## Diversidad
El Registro Mundial de Especies Marinas acepta las siguientes especies válidas en el género Felimida:
- Felimida baumanni (Bertsch, 1970)
- Felimida binza  (Ev. Marcus & Er. Marcus, 1963)
- Felimida clenchi  (Russell, 1935)
- Felimida corimbae  (Ortea, Gofas & Valdés, 1997)
- Felimida dalli  (Bergh, 1879)
- Felimida edmundsi  (Cervera, Garcia-Gomez & Ortea, 1989)
- Felimida elegantula (Philippi, 1844)
- Felimida galexorum  (Bertsch, 1978)
- Felimida ghanensis  (Edmunds, 1968)
- Felimida goslineri  (Ortea & Valdés, 1996)
- Felimida kpone  (Edmunds, 1981)
- Felimida krohni  (Vérany, 1846)
- Felimida luteopunctata  (Gantès, 1962)
- Felimida luteorosea  (Rapp, 1827)
- Felimida macfarlandi  (Cockerell, 1901)
- Felimida marislae  (Bertsch, 1973)
- Felimida norrisi  (Farmer, 1963)
- Felimida ocellata  (Ortea, Gofas & Valdés, 1997)
- Felimida ponga  (Er. Marcus & Ev. Marcus, 1970)
- Felimida punctilucens  (Bergh, 1890)
- Felimida purpurea  (Risso in Guérin, 1831)
- Felimida regalis  (Ortea, Caballer & Moro, 2001)
- Felimida rodomaculata  (Ortea & Valdés, 1992)
- Felimida rolani (Ortea, 1988)
- Felimida ruzafai  (Ortea, Bacallado & Valdés, 1992)
- Felimida socorroensis  (Behrens, Gosliner & Hermosillo, 2009)
- Felimida sphoni Ev. Marcus, 1971

Especies aceptadas como sinonimia:
- Felimida britoi (Ortea & Pérez, 1983) aceptada como Felimida binza (Ev. Marcus & Er. Marcus, 1963)
- Felimida neona (Er. Marcus, 1955) aceptada como Felimida clenchi (Russell, 1935)

## Galería

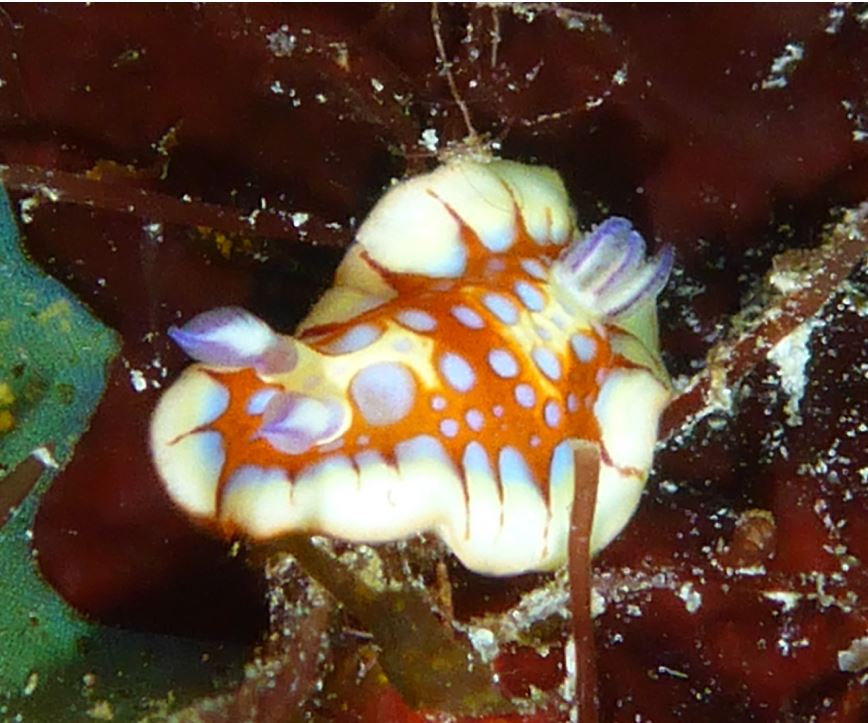
Felimida binza
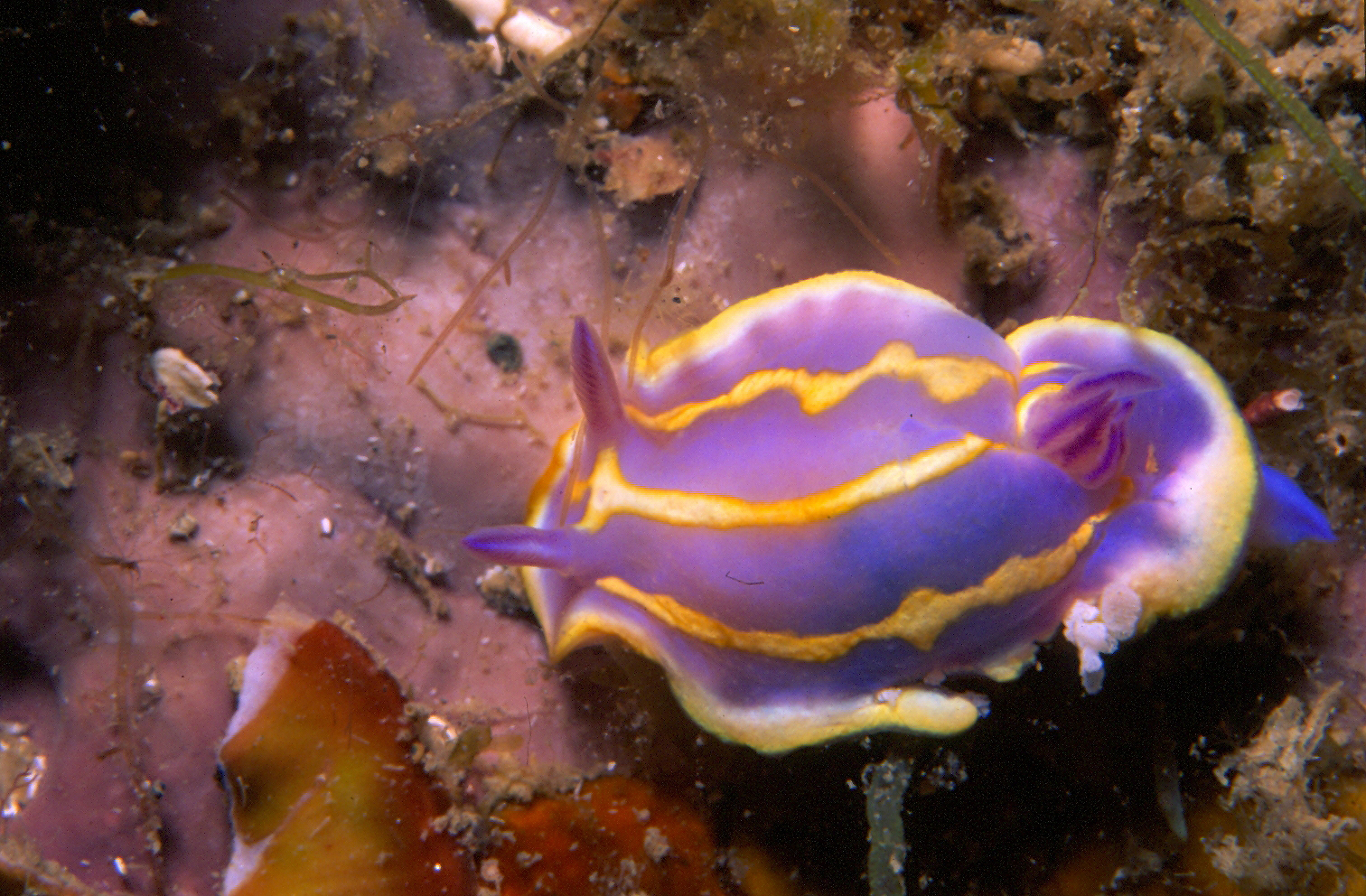
Felimida britoi
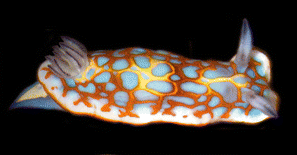
Felimida clenchi
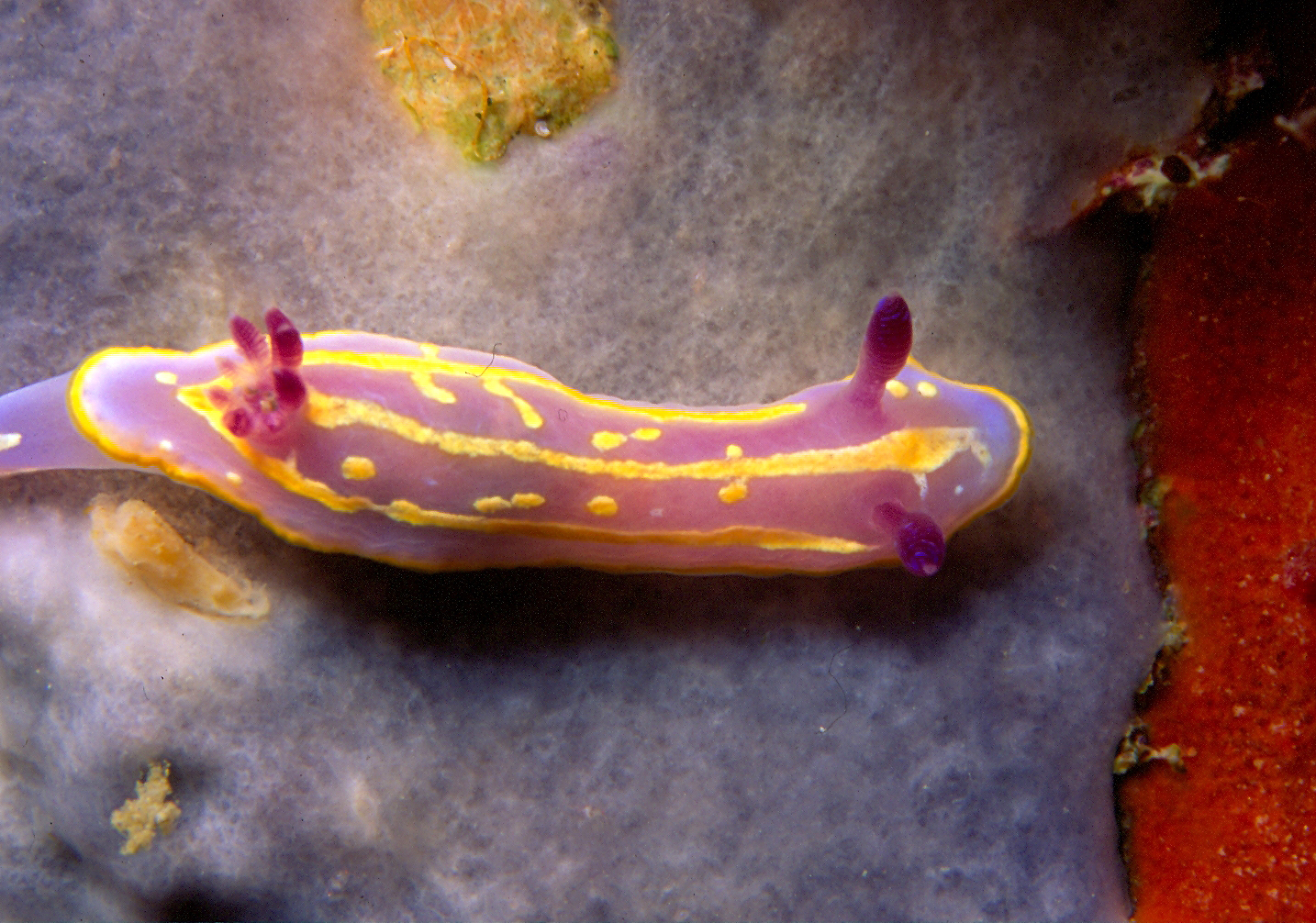
Felimida krohni
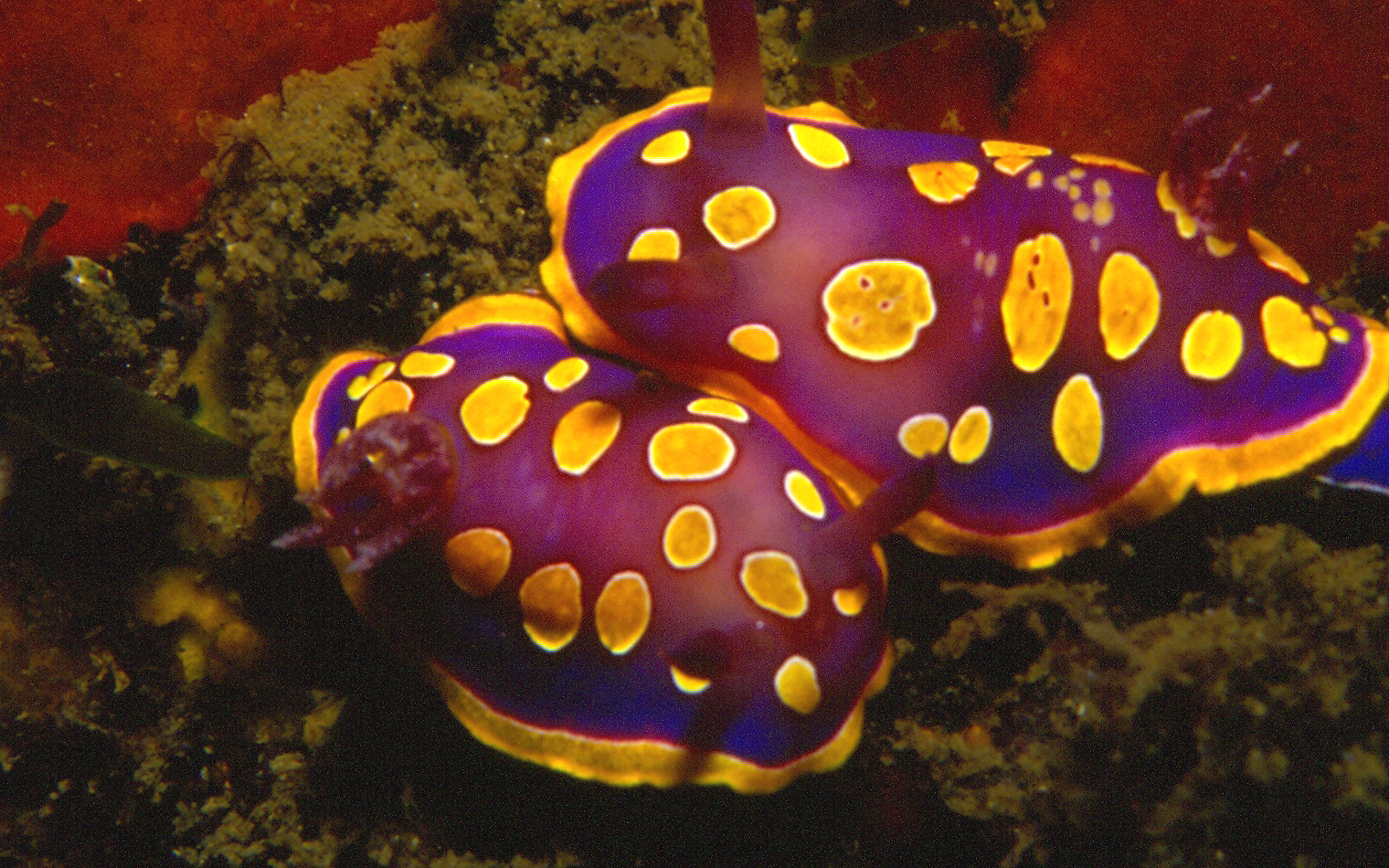
Felimida luteorosea
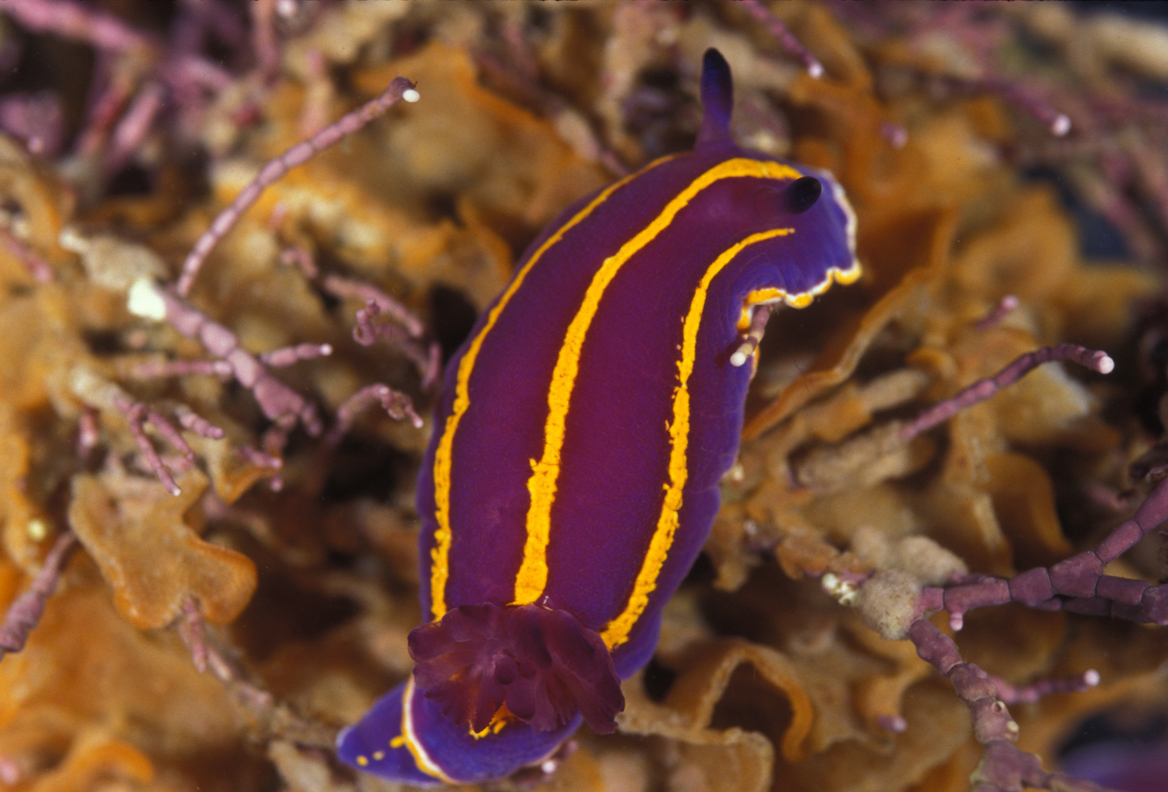
Felimida macfarlandi
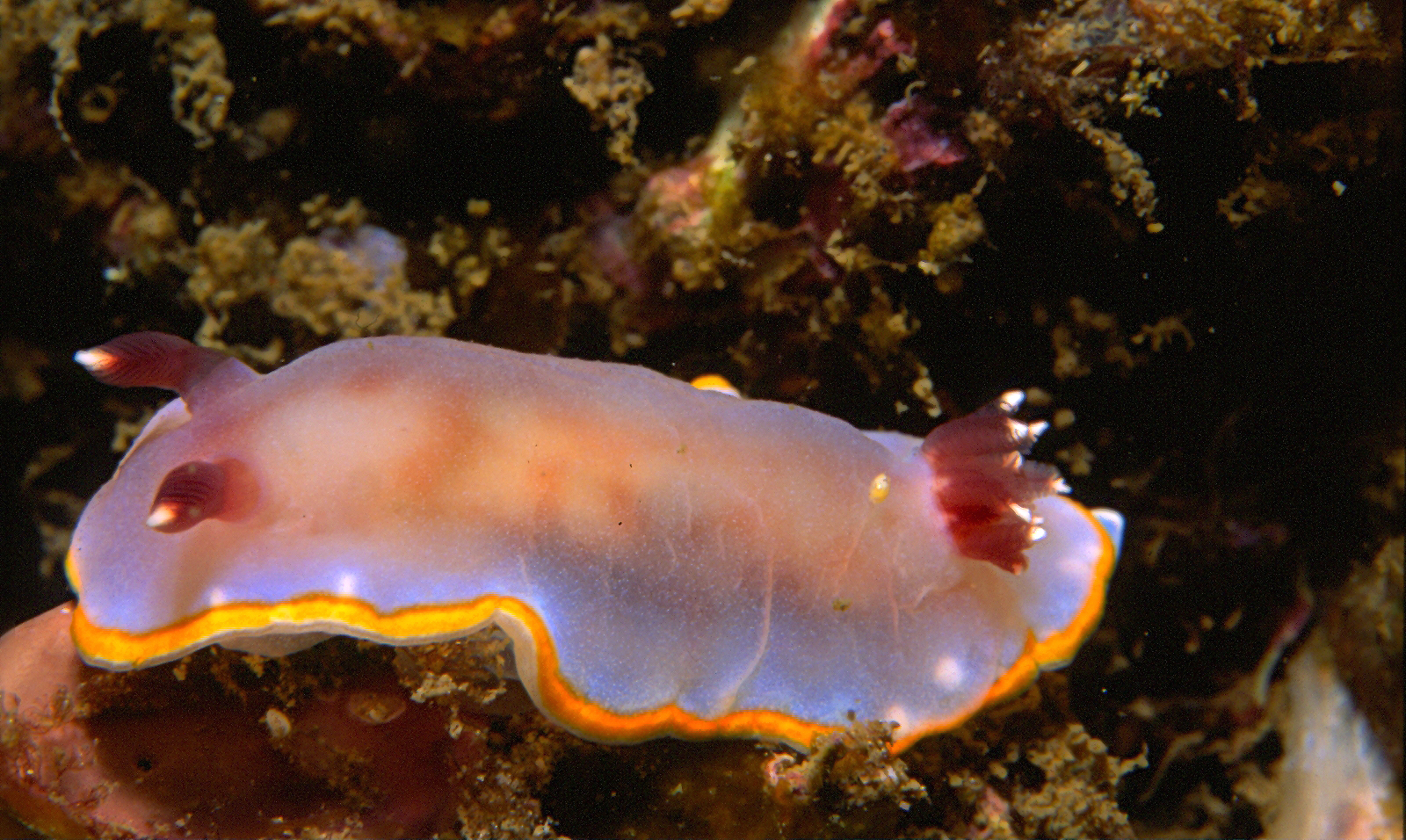
Felimida purpurea
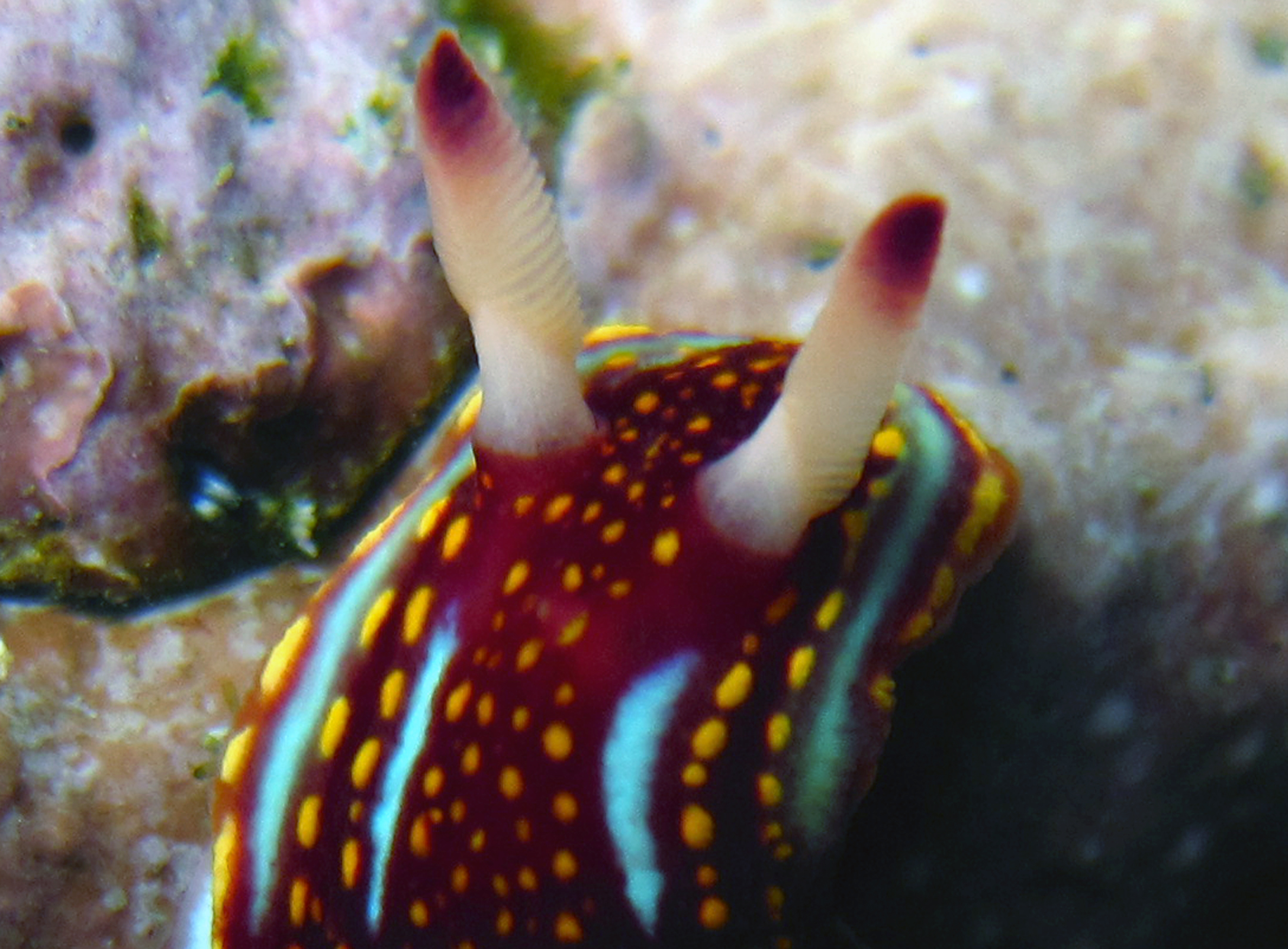
Felimida sphoni